# قفسی برای دیوانگان (فیلم)
قفسی برای دیوانگان (انگلیسی: La Cage aux Folles) فیلمی در ژانر کمدی به کارگردانی ادوارد مولینارو است که در سال ۱۹۷۸ منتشر شد. از بازیگران آن می‌توان به اوگو تونیاتزی اشاره کرد.
این فیلم برنده جایزه گلدن گلوب بهترین فیلم غیرانگلیسی‌زبان در سال ۱۹۷۹ شده است.